# Alexander Barclay (poet)
Alexander Barclay, född omkring 1475 och död 10 juni 1552, var en engelsk satiriker och prästman.
I sin samhällssatir The Ship of Fools (1509) bearbetade han Sebastian Brants Narrenschiff (1494), och är därmed den förste förmedlaren av tyskt inflytande inom engelska andliga litteraturen. I verket gisslas gängse laster och dårskaper, och det ger en livlig och klar bild av sin samtid, som mottog poemet med stort bifall. Han författade även Egloges (1508) och översatte latinska klassiker, bland andra Sallustius.